# ناو سرفرماندهی

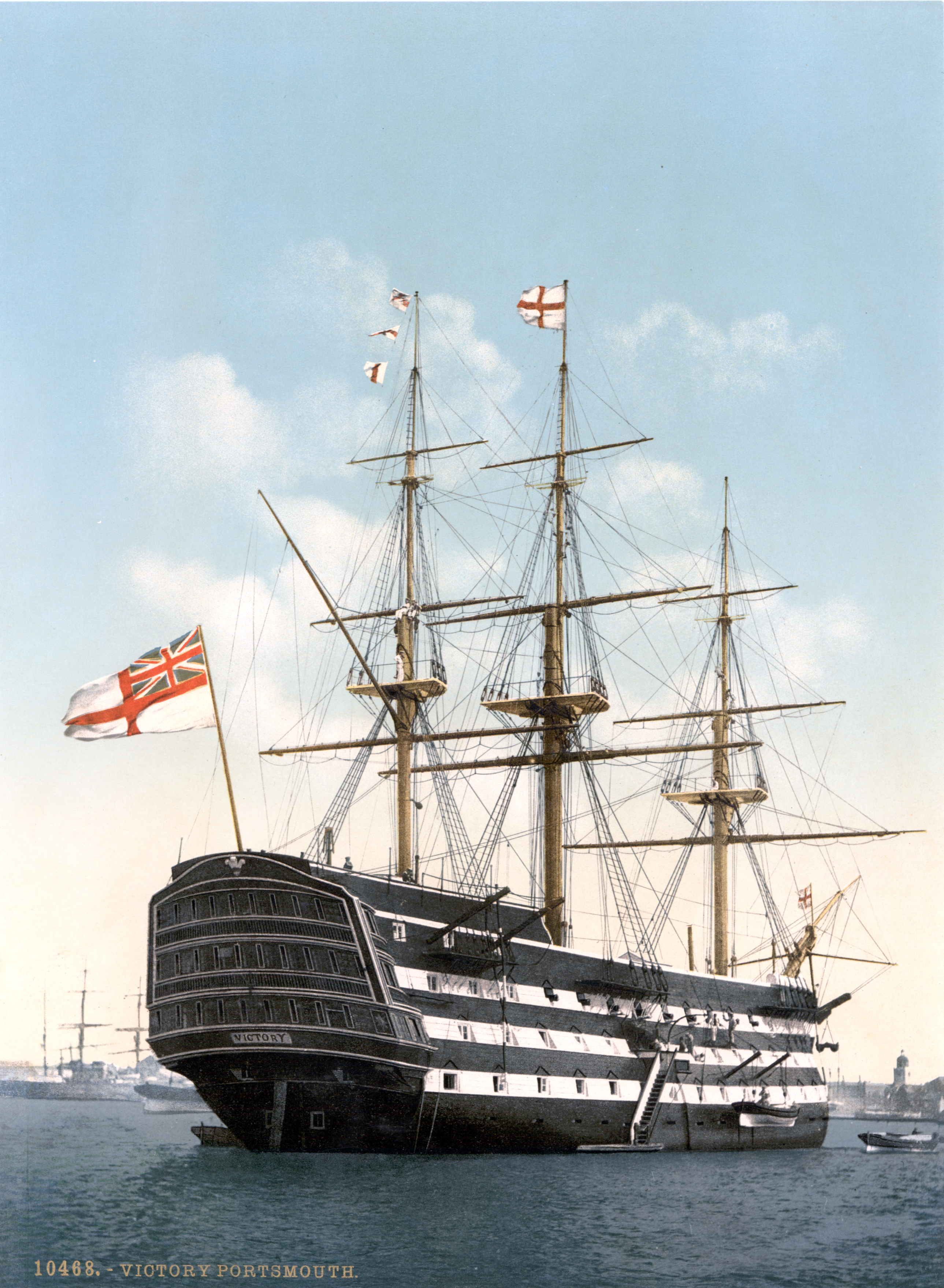
اچ‌ام‌اس ویکتوری، ناو سرفرماندهی هوریشیو نلسون

کشتی حامل فرمانده گروهی از کشتی‌های جنگی است که به مأموریتی خاص اعزام شده‌اند. در طول سال‌ها، اصطلاح پرچم‌دار، بیرق‌دار،‌ نشان‌دار (فلاگ‌شیپ) در صنایعی همچون خودرو، آموزش، فناوری، خطوط هوایی و حتی خرده‌فروشی‌ها، تبدیل به استعاره‌ای برای اشاره به بالاترین، گران‌ترین یا بهترین کیفیت محصولات و همچنین برای اشاره به موقعیت مکانی خاص آنها شده‌است